# راسيل هاولاند
راسيل هاولاند (بالإنجليزية: Russell Howland)‏ هو معلم موسيقى أمريكي، ولد في 1908، وتوفي في 1995.